# Jacob Peter Bang
Jacob Peter Bang, född den 13 januari 1865 i Rønne, död den 12 augusti 1936 i Hellerup, var en dansk teolog.
Bang var professor i dogmatik vid Köpenhamns universitet 1910-23. Bangs teologi var påverkad av Albrecht Ritschl och Nikolaj Frederik Severin Grundtvig. I den littära fejden kring Adolf von Harnacks Das Wesen des Christintums (1900) deltog han med skriften Om Kristendommens Væsen (1902), där han i överensstämmelse med grundtvigska tankegångar starkt betonade apostoliska trosbekännelsen.
I skriften Forsoningen i Kristus (1914) hävdade han den så kallade subjektiva försoningsläran. Av hans övriga produktion märks Det religiøse Sjæleliv (2 band 1911-12), Troen og Livet (3 band, 1917-20), Grundtvigs Arv (1925), De stora väckelserörelserna (1926, endast svensk upplaga i Modern religionspsykologi). Bang yttrade sig även i nationella frågor, exempelvis i Hurra og Halleluja. Prøver af nytysk Aand (1916), huvudsakligen en kritik av tyska teologers förhärligande av kriget.

## Utmärkelser
- Riddare av Dannebrogorden,  1921[2]

[Redigera Wikidata]